# Monika
Monika je ženské křestní jméno. Podle českého kalendáře má svátek 21. května.
Původ má v řeckém monos, což znamená „jediná“, „jedinečná“, „sama“, „osamělá“. Jiné výklady uvádí, že jméno je odvozeno z latiny ze slova monere, tj. (po)radit, přeneseně tedy „rádkyně“, případně že jméno pochází z fénického jazyka a znamená „bohyně“.
V hindštině jméno Monika (मोनिका) znamená „poradkyně“ nebo „nejistá“.
V Česku jde o jméno typické pro Husákovy děti, vyskytovalo se zejména v 70. letech 20. století. V minulosti se toto jméno vyskytovalo nejvíce mezi novorozenými dívkami v druhé polovině 18. století, ačkoliv zmínky o něm jsou i v matrikách ze 17. století. O tom svědčí i existence příjmení jako Moník nebo Mončák, která jsou s velkou pravděpodobností odvozena právě od jména Monika.

## Domácké podoby
Mezi domácké podoby jména patří Moni, Mona, Móňa, Monka, Monča, Monuška, Monička, Moninka, Moňulka

## Statistické údaje
Následující tabulka uvádí četnost jména v ČR a pořadí mezi ženskými jmény ve srovnání dvou roků, pro které jsou dostupné údaje MV ČR – lze z ní tedy vysledovat trend v užívání tohoto jména:
| Rok       | Četnost    | Pořadí      |
| 1999      | 58 600     | 25.         |
| 2002      | 59 558     | 25.         |
| Porovnání | o 958 více | žádná změna |

Změna procentního zastoupení tohoto jména mezi žijícími ženami v ČR (tj. procentní změna se započítáním celkového úbytku žen v ČR za sledované tři roky) je +2,4%.

## Varianty jména v jiných jazycích
- Monica (anglicky)
- Monique (francouzsky)
- Mónika (maďarsky)
- Monika (srbsky)
- モニカ (Japonsky)
- 莫妮卡 (Čínsky)
- מוניקה (Hebrejsky)
- Monão (Portugalsky)
- मोनिका (Hindsky)
- 모니카 (Korejsky)

## Známé nositelky jména
- Svatá Monika – křesťanská světice a matka sv. Augustina
- Monika Absolonová – česká zpěvačka
- Monika Bagárová – česká zpěvačka
- Monica Bellucciová – italská herečka
- Monika Ertlová – politická aktivistka působící v Bolívii
- Monika Felcmanová – slovenská a československá politička
- Monika Gajdová – polská juniorská reprezentantka v orientačním běhu
- Monica Gellerová – postava amerického televizního seriálu Přátelé
- Monika Habsbursko-Lotrinská – císařská a královská princezna, arcivévodkyně rakouská
- Monika Hamannová – bývalá atletka a sprinterka Německé demokratické republiky
- Monika Hašková – česká politička ODS, tlumočnice, moderátorka, scenáristka a režisérka
- Monika Hilmerová – slovenská herečka
- Monika Hojniszová – polská biatlonistka
- Monika Horáková – česká politička, novinářka a překladatelka
- Monika Kvasničková – česká herečka
- Monika Lampová – ředitelka Agentury Pondělí
- Monika Le Fay – česká spisovatelka a režisérka
- Monika Leová – česká moderátorka
- Monika Lewinská – americká stážistka v Bílém domě
- Monika Maratová – česká spisovatelka, autorka thrillerů Smrtící odkaz a Volavka
- Monika Marešová – česká moderátorka a dabérka
- Monika Mihaličková – česká politička
- Monika Načeva – česká zpěvačka a herečka
- Monika Oborná – česká politička a manažerka
- Monika Mac Donagh Pajerová – česká aktivistka
- Monika Pauknerová – profesorka na Katedře obchodního práva Právnické fakultě Univerzity Karlovy
- Monika Pflugová – západoněmecká rychlobruslařka
- Monika Plocová – odborná specialistka v oblasti léčby závislostí na návykových látkách
- Monika Pokorná – česká publicistka a spisovatelka
- Monica Potter – americká herečka
- Monika Pyreková – polská atletka
- Monika Seleš – tenistka
- Monika Soćko – polská šachistka
- Monika Sommerová – česká operní a muzikálová zpěvačka
- Monika Timková – česká herečka
- Monika Topinková – česká reprezentantka v orientačním běhu
- Monika Vaculíková – česká modelka
- Monika Valentová – česká moderátorka a aromaterapeutka
- Monica Vitti – italská herečka
- Monika Zehrtová – německá atletka
- Monika Zoubková – česká herečka
- Monika Žídková – česká modelka